# Bleke bergspanner
De bleke bergspanner (Mesotype verberata) is een nachtvlinder uit de familie van de spanners (Geometridae). 
De voorvleugellengte bedraagt tussen de 24 en 32 mm. De basiskleur van de vleugels is grijswit, over de vleugel lopen een enkele bruine golvende dwarslijnen. 
De bleke bergspanner vliegt van eind juni tot in augustus in een jaarlijkse generatie. Hij overwintert als ei. De rups is te vinden van april tot en met juni. De soort is polyfaag.
De soort komt voor in berggebieden in een groot deel van Europa, ook in middelgebergte. De soort is in Nederland zeer zeldzaam. In België komt de soort niet voor. 